# 我的少年
《我的少年》是高野一深所作的日本漫画作品。描绘了30歲OL和12歲少年之间的故事。本作于《月刊Action》（雙葉社）开始连载、从2016年2月号到2018年2月号连载于此杂志。之后、移籍于《週刊Young Magazine》（講談社）、2018年26号开始每月发表1回，至2020年完結。
故事描述30岁的OL和12岁的男子小学生相遇，并逐渐成为对方重要存在的内容。是属于御姐正太分类的漫画。故事是以主人公聪子的视角，在淡淡的独白中推进故事，给予读者宁静，温柔，透明感的印象。

## 劇情簡介
某年春天，于东京一家运动制造商任職的30岁粉領族，多和田聪子在自家附近的公园里，与12岁小学生早见真修相遇，并开始教他足球。这时，聪子的前任椎川文贵邀请她去喝酒。聪子应邀前往，却被椎川介绍他的婚约者。被椎川的举动打击的聪子在真修面前流泪而被他安慰。另一方面真修也有自己复杂的家庭情况，和聪子之间逐渐开始足球以外的交流。但是，知晓了两人关系的真修父亲感到愤怒，向聪子的公司要求处分。于是，聪子只得迁往仙台的支社。
事后两年的某個晚上，聪子与参加中学的修学旅行而来到仙台的真修偶然再会。真修把自己的联络方式告诉聪子，2人再次得以联系上对方。之后，聪子利用工作上的調動回到东京，她逐渐地去了解真修的家庭，並了解自己當初被轉調到仙台的原委。真修也在一点点地成长，而聰子也從真修那裡獲得救贖，兩人雖然都喜歡對方，但並未直接發展成戀愛關係，而是將對方視為一個人，彼此相識與尊重。

## 登場人物
多和田 聪子（Tawada Satoko）
本作主人公。就职于运动厂商「ヨネサス」的OL。30岁。
宫城县仙台市出身、升入大学时上京。大学时代在室内五人制足球社团活动、那时的经验被用于教真修踢球。
早见 真修（Hayami Mashu）
在东京与聪子相会的美少年，12岁。小学生时是妹妹頭、进入中学之后把头发剪短。与母亲阴阳两隔、小学生时代和父亲以及弟弟3人住在一起。中学后父亲单身赴任、和前来支援的祖母住在一起。
第1话时参加了足球部、在准备部的常规队员的测试时与聪子相遇。虽然之后受父亲的指示退部，但之后也在继续和聪子往来。
椎川 文贵（Shiikawa Fumitaka）
运动厂商「ヨネサス」的社员。和聪子在大学时代是同一个室内足球部，曾交往过1年。
小片 菜绪（Ogata Nao）
真修所属的足球部的教练的女儿。和真修在小学和中学是同班，同时一起上同一个塾。

## 出版書籍
- 雙葉社版〈Action Comics〉全4卷

| 冊數 | 雙葉社         | 雙葉社                 |
| 冊數 | 發售日期       | ISBN                   |
| ---- | -------------- | ---------------------- |
| 1    | 2016年6月11日  | ISBN 978-4-575-84810-6 |
| 2    | 2016年12月12日 | ISBN 978-4-575-84895-3 |
| 3    | 2017年7月12日  | ISBN 978-4-575-85001-7 |
| 4    | 2017年12月12日 | ISBN 978-4-575-85072-7 |

- 講談社版〈Yanmaga KC Special〉全9卷

| 冊數 | 講談社        | 講談社                 | 青文出版社     | 青文出版社             | 青文出版社           |
| 冊數 | 發售日期      | ISBN                   | 發售日期       | 通常版 EAN / ISBN      | 特別版 EAN           |
| ---- | ------------- | ---------------------- | -------------- | ---------------------- | -------------------- |
| 1    | 2018年6月6日  | ISBN 978-4-06-511683-8 | 2017年8月14日  | EAN 471-8016-01678-1   | EAN 471-8016-02467-0 |
| 2    | 2018年7月6日  | ISBN 978-4-06-512030-9 | 2017年10月19日 | EAN 471-8016-02615-5   | EAN 471-8016-02680-3 |
| 3    | 2018年8月6日  | ISBN 978-4-06-512052-1 | 2018年8月13日  | ISBN 978-986-356-533-8 | EAN 471-8016-03391-7 |
| 4    | 2018年10月5日 | ISBN 978-4-06-512053-8 | 2018年10月12日 | ISBN 978-986-356-631-1 | EAN 471-8016-03467-9 |
| 5    | 2018年11月6日 | ISBN 978-4-06-512756-8 | 2019年5月13日  | ISBN 978-986-356-927-5 | EAN 471-8016-03608-6 |
| 6    | 2019年5月7日  | ISBN 978-4-06-515466-3 | 2020年4月13日  | ISBN 978-986-512-297-3 | 不適用               |
| 7    | 2019年11月6日 | ISBN 978-4-06-517736-5 | 2020年10月21日 | ISBN 978-986-512-564-6 | 不適用               |
| 8    | 2020年6月5日  | ISBN 978-4-06-519983-1 | 2021年10月6日  | ISBN 978-626-303-591-1 | 不適用               |
| 9    | 2020年12月4日 | ISBN 978-4-06-521702-3 | 2022年2月16日  | ISBN 978-626-322-144-4 | 不適用               |

## 制作背景
据作者说，在和担当编辑对话的过程中，提到“在年龄差下，特别是年龄差一轮的场合下的关系性会如何呢”的话题，这就是本作的起源。最初，本作是”少女和男性摄影师的故事“，菜绪本来是作为作品的主人公诞生的角色。但是，在分镜阶段创作陷入了瓶颈，这个时候作者提议将主角两人的性别互换，于是本作就此诞生。
作者列举了主角两人性别交换带来的兩点变化。第一是“对加龄的恐惧”这一点的描写变得可信。第二点是描写主人公的内心独白变得更加容易了。

## 评价
双叶社担当本作的编辑说到，本作的看点在于作为30岁OL的聪子的感情，细腻而又真实，和有着孩子的纯粹与热诚的美少年・真修。书评网站「マンガHONZ」里写到，“30岁OL的现实感和非现实的12岁美少年的美感在高次元的混合而成的稀有的作品”。
作家粟生梢评论到，对于聪子和真修两人，他们看起来就像母子一样，同时30岁的年龄用“姐姐”称呼也没什么问题，“这样的年龄设定实在是绝妙”。作者说过，故事开始时将聪子设定为30岁，是考虑到比起28歲或29歲，“30岁和12岁”更让人感到违和。实际上，本作正是因为“30岁女性和12岁少年”的组合吸引了注目，成为了人气作品。
另外，本作与过去的御姐正太作品比起来，成年女性和未成年男子之间的往来这一点使得两人间的阻隔更高了。其中，关于聪子和真修之间的联系逐渐加深这一点，作家宮本直毅说，故事的开始聪子因为过去的恋人的言行而忧郁，随后被真修洗涤了心中的阴霾这样的展开，给予了读者以说服力。
作家bookish评论，御姐正太这一类别本来是男性向的一种，而本作是“女性向御姐正太”。实际上，本作对登场人物心境的细腻描写吸引了很多女性粉丝。另一方面，真修的人设也很受男性读者的欢迎。作者虽然自身对少年不是这么有兴趣，于是画出了让这样的自己也能肯定的少年形象，结果使得读者层拓展了吧。

### 获奖经历
| 发表年 | 奖                                | 部门     | 对象     | 结果 |
| ------ | --------------------------------- | -------- | -------- | ---- |
| 2016   | 這本漫畫真厲害！                  | 男性篇   | 我的少年 | 2位  |
| 2016   | 2016 コレ読んで漫画RANKING BEST50 |          | 我的少年 | 6位  |
| 2017   | 俺マン2016                        |          | 我的少年 | 1位  |
| 2017   | 全國書店店員推薦漫畫2017          |          | 我的少年 | 6位  |
| 2017   | 漫画大赏2017                      |          | 我的少年 | 11位 |
| 2017   | 第3回 次にくるマンガ大賞          | 漫畫部門 | 我的少年 | 3位  |

### 出处
1. 1 2  . MANTANWEB. 毎日新聞社. 2018-04-25  [2018-06-08]. （原始内容存档于2018-06-02） （日语）.
2. 1 2  . MANTANWEB. 毎日新聞社. 2016-07-23  [2018-06-08]. （原始内容存档于2017-09-13） （日语）.
3. 1 2 3  『このマンガがすごい！』編集部 (编). . 日本: 宝島社. 2016: 22. ISBN 978-4-8002-6449-7 （日语）.
4. ↑  藤咲茂. . このマンガがすごい！WEB. 宝島社: 2. 2016-08-03  [2017-09-13]. （原始内容存档于2017-09-13） （日语）.
5. ↑  立花もも. . ダ・ヴィンチニュース（日语：ダ・ヴィンチニュース）. 2016-07-12  [2018-06-08]. （原始内容存档于2016-07-14） （日语）.
6. ↑  藤咲茂. . このマンガがすごい！WEB. 宝島社. 2016-08-03  [2020-10-27]. （原始内容存档于2020-11-29） （日语）.
7. ↑  たまごまご. . このマンガがすごい！WEB. 宝島社. 2017-01-07  [2017-09-13]. （原始内容存档于2017-06-18） （日语）.
8. ↑  伊藤和弘. . 好書好日：マンガ今昔物語. 朝日新聞社. 2018-09-28  [2018-10-14]. （原始内容存档于2018-09-28） （日语）.
9. ↑  高野ひと深. . 日本: 双葉社. 2017: 5. ISBN 978-4-575-85001-7 （日语）.
10. 1 2 3 4  高野ひと深. .  與粟生こずえ的访谈. 2017-07-17  [2017-09-13].  このマンガがすごい！WEB. （原始内容存档于2017-09-13） （日语）.
11. ↑  高野ひと深. . 日本: 双葉社. 2017: 166. ISBN 978-4-575-85001-7 （日语）.
12. 1 2  高野ひと深. . 日本: 双葉社. 2016: 156–157. ISBN 978-4-575-84810-6 （日语）.
13. 1 2 3  . #俺マン2016 特設サイト. 2017-03-10  [2017-09-13]. （原始内容存档于2017-09-11） （日语）.
14. ↑  立花もも. . ダ・ヴィンチ（日语：ダ・ヴィンチ） (日本: KADOKAWA). 2018-06-06, 25 (6): 16–17 （日语）.
15. ↑  マンガサロン『トリガー』. . マンガHONZ. 2016-07-05  [2017-09-10]. （原始内容存档于2016-07-10） （日语）.
16. ↑  bookish. . マンガHONZ. 2017-08-31  [2018-06-08]. （原始内容存档于2017-09-13） （日语）.
17. ↑  . このマンガがすごい！WEB. 宝島社: 2. 2016-07-20  [2018-10-14]. （原始内容存档于2017-09-11） （日语）.
18. ↑  『このマンガがすごい！』編集部 (编). . 日本: 宝島社. 2016: 2. ISBN 978-4-8002-6449-7 （日语）.
19. ↑  . コミックナタリー. ナターシャ. 2016-12-20  [2017-09-10]. （原始内容存档于2017-08-25） （日语）.
20. ↑  . コミックナタリー. ナターシャ. 2017-03-10  [2017-09-10]. （原始内容存档于2017-03-10） （日语）.
21. ↑  . コミックナタリー. ナターシャ. 2017-02-01  [2017-09-10]. （原始内容存档于2017-07-21） （日语）.
22. ↑  . MANTANWEB. 毎日新聞社. 2017-03-28  [2017-09-13]. （原始内容存档于2017-09-13） （日语）.
23. ↑  . MANTANWEB. 毎日新聞社. 2017-08-23  [2017-09-13]. （原始内容存档于2017-09-13） （日语）.

#### 双叶社官方网站
以下是『双叶社官方网站 （页面存档备份，存于）』内的页面。
1. ↑  .   [2017-09-10]. （原始内容存档于2017-12-12） （日语）.
2. ↑  .   [2017-09-10]. （原始内容存档于2017-12-12） （日语）.
3. ↑  .   [2017-09-10]. （原始内容存档于2017-12-12） （日语）.
4. ↑  .   [2018-01-04]. （原始内容存档于2017-12-12） （日语）.

#### 讲谈社Comic plus
以下是讲谈社 comic plus （页面存档备份，存于）』内页面。
1. ↑  .   [2018-06-08]. （原始内容存档于2020-10-30） （日语）.
2. ↑  .   [2018-07-06]. （原始内容存档于2020-10-22） （日语）.
3. ↑  .   [2018-08-06]. （原始内容存档于2020-10-25） （日语）.
4. ↑  .   [2018-10-05]. （原始内容存档于2020-10-20） （日语）.
5. ↑  .   [2018-11-06]. （原始内容存档于2021-01-16） （日语）.
6. ↑  .   [2019-05-07]. （原始内容存档于2020-09-29） （日语）.
7. ↑  .   [2021-10-04]. （原始内容存档于2021-10-04） （日语）.
8. ↑  .   [2021-10-04]. （原始内容存档于2021-10-04） （日语）.
9. ↑  .   [2021-10-04]. （原始内容存档于2021-10-04） （日语）.